# Ялхой-Мохк
Ялхой-Мохк (рос. Ялхой-Мохк) — село у Курчалоївському районі Чечні Російської Федерації.
Населення становить 4452 особи. Входить до складу муніципального утворення Ялхой-Мохкське сільське поселення.

## Історія
Згідно із законом від 20 лютого 2009 року органом місцевого самоврядування є Ялхой-Мохкське сільське поселення.

## Населення
| 1990 | 2002  | 2010  |
| ---- | ----- | ----- |
| 1831 | ↗4049 | ↗4452 |